# Височин (Отвоцький повіт)
Височин (пол. Wysoczyn) — село в Польщі, у гміні Собене-Єзьори Отвоцького повіту Мазовецького воєводства.
Населення — 482 особи (2011).

## Демографія
Демографічна структура станом на 31 березня 2011 року:
|          | Загалом | Допрацездатний вік | Працездатний вік | Постпрацездатний вік |
| -------- | ------- | ------------------ | ---------------- | -------------------- |
| Чоловіки | 240     | 56                 | 151              | 33                   |
| Жінки    | 242     | 35                 | 134              | 73                   |
| Разом    | 482     | 91                 | 285              | 106                  |